# First Lego League
 (mai 2009).
Pour les articles homonymes, voir FLL.

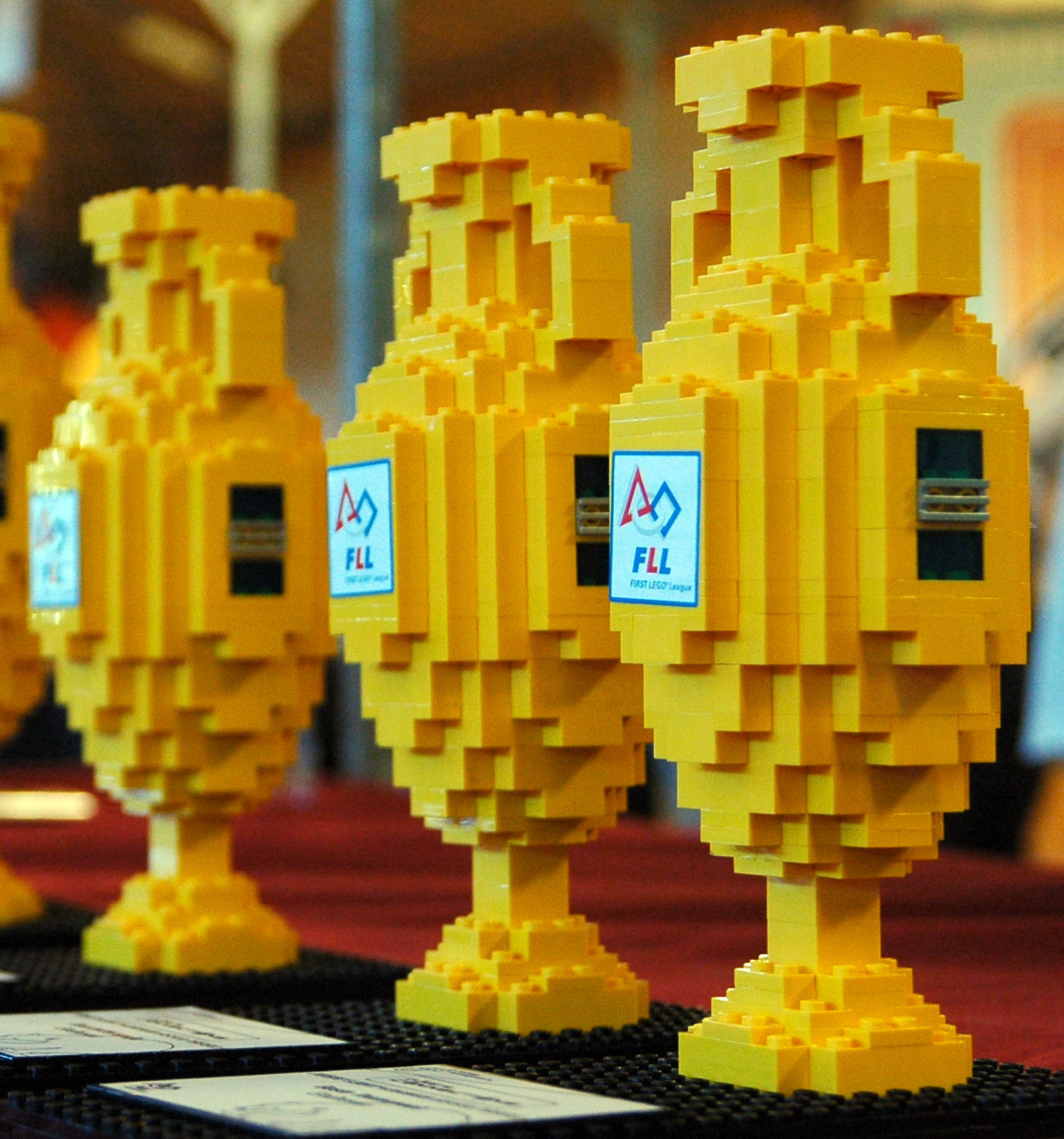
Trophées FIRST Lego League

Depuis 1998, la First Lego League (FLL) est un concours destiné à des jeunes de 10 à 16 ans utilisant le système Lego Mindstorms. Le principe est de construire un robot en Lego Mindstorms et ensuite de le programmer, la programmation est aisée et ressemble à un code fait avec scratch mais peut tout autant être très compliquée avec des formules de math.

## Présentation
La FLL est un challenge qui propose à des équipes de jeunes participants de résoudre des problèmes rencontrés dans un domaine scientifique donné en utilisant une démarche professionnelle : recherche, échange, dessin, construction et test. 
Durant l’année scolaire, des jeunes de 10 à 16 ans doivent réfléchir à la thématique imposée en travaillant sur un dossier de recherche ; en même temps, ils doivent réaliser et programmer un robot Lego Mindstorms constitué de briques Lego « intelligentes » (dotées de capteurs et automatismes), capable de mener à bien une série d'épreuves dans un temps limité.
Au bout de huit semaines minimum de réalisation, les équipes se rencontrent lors de tournois nationaux et/ou internationaux durant lesquels quatre axes sont évalués : conception et programmation du robot, projet de recherche, travail en équipe et match.
Par équipe, les jeunes devront participer intelligemment au débat sur les changements climatiques. En effet, ils devront évaluer l’existence, les causes, l’ampleur et les impacts des changements climatiques. Il leur faudra aussi décider des actions à mettre en œuvre pour répondre à la problématique abordée.